# Nāḩiyat Jawbat Burghāl
Nāḩiyat Jawbat Burghāl (arabiska: ناحية جوبة برغال) är ett subdistrikt i Syrien.   Det ligger i provinsen Latakia, i den västra delen av landet, 220 km norr om huvudstaden Damaskus.
Omgivningarna runt Nāḩiyat Jawbat Burghāl är en mosaik av jordbruksmark och naturlig växtlighet. Runt Nāḩiyat Jawbat Burghāl är det tätbefolkat, med 383 invånare per kvadratkilometer.